# Ary Veloso Queiroz
Ary Veloso Queiroz (Curitiba, 17 de setembro de 1938) é um engenheiro civil e político brasileiro filiado ao Partido do Movimento Democrático Brasileiro (PMDB).

## Biografia
Filho do engenheiro Ary Camargo Queiroz e da professora Diva Veloso Queiroz, Ary Veloso Queiroz nasceu em Curitiba em 17 de setembro de 1938. Na capital paranaense formou-se em engenharia civil pela Universidade Federal do Paraná, onde chegou a ser presidente do Diretório Acadêmico de Engenharia.
Como engenheiro passou a atuar no estado de São Paulo, indo morar em Cajati. Trabalhou para as empresas Quimbrasil-Química Industrial Brasileira e Serrana S.A. de Mineração, do grupo Bung e Born, para a construção de um complexo de fertilizantes. Depois foi transferido para a cidade de São Paulo, onde continuou atuando nesse grupo. Foi convidado para retornar a Curitiba e assumir a diretoria de produção da Habitação S.A.. e da Habitação foi para a a presidência da Companhia Paranaense de Energia (Copel), a convite do então governador José Richa. Assumiu como presidente da Copel em 23 de março de 1983, substituindo Paulo Procopiak de Aguiar.

### Carreira política
Foi convidado para ser candidato a vice-governador na chapa encabeçada pelo então Senador Álvaro Dias e deixou a Copel em 14 de fevereiro de 1986, sendo substituído por Francisco Luiz Sibut Gomide. Nas eleições foi um dos coordenadores da campanha, sendo que a chapa foi eleita, derrotando os candidatos José Alencar Furtado e Jaime Lerner, respectivamente candidatos a governador e a vice-governador.
Após a eleição assumiu a vice-governadoria e também a Secretaria do Interior, que veio a ser substituída pela Secretaria do Desenvolvimento Urbano e Meio Ambiente.
Ocupou, interinamente, o Governo do Paraná nos seguintes períodos: 3 a 4 de julho, 24 a 30 de julho e 28 de novembro a 5 de dezembro de 1987; de 19 de dezembro de 1988 a 4 de janeiro de 1989. Ainda durante o ano de 1989, de 11 a 17 de fevereiro, 11 a 30 de abril, 5 a 7 de julho, 12 a 21 de agosto e, finalmente de 13 a 22 de outubro, totalizando nove substituições.
Em 1988 recebeu o Título de Cidadão Benemérito do Paraná.
Em 2003 chegou a voltar a atuar na Copel, como presidente do Conselho de Administração da companhia.